# Likiep (wieś)
Likiep – wieś położona na atolu Likiep, na Wyspach Marshalla. W 2005 roku jedna z dzielnic Likiep została wpisana na listę informacyjną UNESCO. We wsi funkcjonuje Port lotniczy Likiep.

## Dziedzictwo kulturowe
Wpis na listę informacyjną UNESCO obejmuje 15 budynków powstałych w latach 1880–1937. Jest to przykład wpływu niemieckiego osadnictwa na kulturę w rejonie Pacyfiku pod koniec XIX wieku.